# Mischsystem
Ein Mischsystem (Mischverfahren) ist ein Ableitungssystem in der Entwässerungstechnik, bei dem alle Abwässer (Schmutz-, Fremd- und Regenwasser) als Mischwasser in einer gemeinsamen Leitung gemischt abgeführt werden. Die Alternative zu diesem System ist das Trennsystem, bei dem das Schmutzwasser und das Regenwasser in getrennten Kanälen abgeführt werden.

## Aufbau von Mischsystemen
Bestand früher i. d. R. ein Anschlusszwang für alle Regenwässer, werden große Teile des Niederschlagswassers heute in mengen- und qualitätsmäßiger Hinsicht vor Ort bewirtschaftet. Es besteht somit bei Vorhandensein der Voraussetzungen für eine dezentrale Regenwasserbewirtschaftung nur die Notwendigkeit, reinigungsbedürftige Regenwasseranteile in das Mischsystem einzuleiten und auf einer Kläranlage zu behandeln. Trotzdem sind in gewachsenen Mischsystemen meist sehr große Flächenanteile angeschlossen und damit abflusswirksam.
Die Dimensionierung eines Mischsystems erfolgt nach Bemessungsansätzen, die die örtliche Niederschlagssituation berücksichtigen. Ziel der Dimensionierung ist es, einen angemessenen Überflutungsschutz (DIN EN 752) zu gewährleisten. Aus Gründen der Wirtschaftlichkeit und allgemeinen Umsetzbarkeit ist es notwendig, die Größe der Kanäle zu begrenzen. Somit ist es möglich, dass bei stärkeren als den Bemessungsregen Überlastungen der Kanalisation auftreten. Um diese zu vermeiden, sind Entlastungsanlagen im System angeordnet, über die Mischwasser direkt in Gewässer gelangen kann. Für derartige Anlagen bestehen regional unterschiedliche Anforderungen.
Die Bemessung von Mischwasserentlastungen erfolgt entweder über Mengen- oder Fracht- bzw. Konzentrationsbetrachtungen von Parametern wie CSB, Stickstoff oder Phosphor. Im Falle hoher Gewässerbelastungen werden Mischwasserbehandlungsanlagen, meist Regenüberlaufbecken, angeordnet. Im Falle besonders sensibler Gewässer werden diese u. U. noch mit Retentionsbodenfiltern oder, insbesondere bei geringem Platzdargebot, mit technischen Filtern (z. B. Polstofffiltration) zur weitergehenden Behandlung ausgerüstet.

## Vorteile und Nachteile von Mischsystemen
Vorteil des Mischwassersystems ist, dass im entwässerten Gebiet nur ein Kanalsystem installiert und betrieben werden muss. Dies gilt insbesondere auch für die Hausanschlüsse, die weniger aufwendig zu erstellen sind und bei denen außerdem die Gefahr eines Fehlanschlusses (Einleitung von Schmutzwasser in Regenwasserkanäle) vermieden wird. Als weitere Vorteile sind der geringere Platzbedarf und die geringeren Investitionskosten anzuführen.
Von Nachteil ist, dass die Kapazität der Kläranlagen sehr viel größer ausgelegt werden muss, um auch Fremd- und Regenwasser zumindest in begrenztem Maß verarbeiten zu können. Teilweise umgangen wird dieses Problem durch die Einrichtung von Bauwerken zur Mischwasserentlastung (z. B. Regenüberlaufbecken, Speicherbecken und -kanäle), die im gesamten Kanalnetz verteilt werden.
Idealerweise sollten diese Becken den Spülstoß passieren lassen und erst das nachkommende, nur wenig verdreckte Wasser direkt in den Vorfluter leiten. Dies ist allerdings durch den Zuwachs des Schmutzwassers seit Erstellung der Anlagen immer häufiger nicht der Fall, was dazu führt, dass im Mischsystem relativ viele verschmutzte Abwässer ungeklärt in die Gewässer eingeleitet werden.
Ein weiterer Nachteil ist, dass die Kanäle für den Regenwasserabfluss dimensioniert werden müssen, der mehr als das Hundertfache des Schmutzwasserabflusses betragen kann. Deshalb sind die Abwasserkanäle in Zeiten ohne Niederschläge nicht ausgelastet und es können sich Ablagerungen bilden. Auf der anderen Seite sorgt der Regenwasserabfluss, gerade bei flachen Abwassernetzen, für eine regelmäßige Spülung der Kanäle.
Die Gewässerbelastung durch ein Mischsystem ist gegenüber einem Trennsystem nicht zwangsläufig höher, sofern das Abwasser kontinuierlich auf einer Kläranlage gereinigt wird und insbesondere gelöste Stoffe wie z. B. Schwermetalle zurückgehalten werden. Dabei liefern insbesondere die Niederschlagswasserabflüsse von Straßen erhebliche Schmutzfrachten. Problematisch können Ereignisse werden, bei denen durch leicht abbaubare (Sauerstoff zehrende) Substanzen die Grenzwerte für Sauerstoff im Gewässer unterschritten werden. Diese Gefahr droht insbesondere in langsamfließenden, sauerstoffarmen und warmen, nährstoffreichen Gewässern.

## Situation in einzelnen Ländern

### Deutschland
Während früher die geringeren Betriebs- und Installationskosten von Mischsystemen häufig ausschlaggebend für die Entscheidung waren, geht der Trend heute, vor allem aufgrund der relativ hohen Gewässerbelastung durch ungeklärtes Schmutzwasser in Mischsystemen, in Richtung Trennsystem. 1991 lag der Anteil der Mischwasserkanalisation an der gesamten kommunalen Kanalisation in Deutschland bei 56 % und ging bis 1998 auf 51 % zurück. Im gleichen Zeitraum stieg der Anteil der Schmutzwasserkanäle an der Gesamtlänge aller Entwässerungskanäle auf 30 %.
Im Süden und Westen Deutschlands sowie in Thüringen sind Haushalte mehrheitlich an ein Mischsystem angeschlossen.

### Schweiz
In der Schweiz ist das Mischsystem die Regel, womit bei Starkregen vermehrt ungeklärte Abwässer in die Flüsse eingeleitet werden. Bei der ARA Buholz in Emmen LU z. B., geschieht dies an etwa einhundert Tagen pro Jahr. Infolge der durch solche Einleitungen verminderten Gewässerqualität wird jeweils vom Baden in Flüssen abgeraten.